# UEFA Intertoto Cup

Logo

Der UEFA Intertoto Cup (bis 1994 Intertoto-Cup), ab 1995 meist als UI-Cup bezeichnet, war ein europäischer Fußballwettbewerb für Vereine, welcher ab 1967 ausgetragen wurde. Ursprünglich wurde der Wettbewerb eingeführt, um auch in der fußballfreien Zeit – vor Saisonbeginn in den meisten europäischen Ligen – Totowetten anbieten zu können. Ab 1995 bestand für die Vereine, die in ihrer nationalen Liga knapp an der Qualifikation für den UEFA-Pokal gescheitert waren, über den UI-Cup die Möglichkeit, sich doch noch für den UEFA-Pokal zu qualifizieren. Auf Grund dieser letzten Chance wurde er umgangssprachlich auch „Strohhalm-Cup“, „Trost-Cup“ oder „Cup der guten Hoffnung“ genannt. Der UI-Cup wurde in der Saison 2008/09 zum letzten Mal ausgetragen.

## Modus
Ab der Saison 2006/07 erhielt jeder der 53 Mitgliedsverbände der UEFA genau einen Startplatz. Hätte ein Verband seinen Vertreter zurückgezogen, so konnte der Platz von der UEFA an einen anderen Verband vergeben werden. In der Saison 2007/08 stellten Schottland, Norwegen, Liechtenstein und San Marino keine Teilnehmer. Rumänien stellte zwei Teilnehmer, sodass sich ein Teilnehmerfeld von 50 Mannschaften ergab. Es wurden drei K.-o.-Runden auf Basis von Hin- und Rückspiel ausgetragen. In der ersten Runde spielten 27 Vereine aus der unteren Hälfte der UEFA-Fünfjahreswertung sowie ein Vertreter Rumäniens. Die 14 Sieger und die Vertreter der 14 nächsthöheren Verbände trafen in der zweiten Runde aufeinander. Die an Top 8 gesetzten Verbände schickten ihre Vertreter direkt in die dritte Runde. Aus diesen und den 14 Siegern der zweiten Runde wurden elf Paarungen ausgelost. Die siegreichen Teams der dritten Runde stiegen in die zweite Qualifikationsrunde des UEFA-Pokals ein.
Sieger des Pokals wurde 2006 bis 2008 diejenige Mannschaft, die im darauffolgenden UEFA-Pokal die meisten Runden bestritt.

## Nationale Qualifikation
Die Mannschaft, die den Tabellenplatz direkt hinter dem Platz für die direkte UEFA-Pokal-Qualifikation belegte, war im UI-Cup startberechtigt. Sollte die entsprechende Mannschaft sich nicht für den Wettbewerb angemeldet haben, rückte der Nächstplatzierte nach. Eine Zeit lang nahmen auch mehrere Mannschaften pro Verband teil. Erfüllte ein Klub die sportlichen Voraussetzungen für die Teilnahme an dem Wettbewerb, so behielt sich die UEFA vor, eine Lizenzüberprüfung vorzunehmen und die Mannschaft gegebenenfalls nicht zuzulassen. Zwischen 2005 und 2009 kam es aus lizenztechnischen Gründen zu 28 Ausschlüssen vom UEFA Intertoto Cup.

## Geschichte
Der Intertoto-Cup wurde 1967 einerseits ins Leben gerufen, um in der Sommerzeit Spiele für die nationalen Toto-Gesellschaften anbieten zu können, andererseits um auch kleineren Vereinen die Möglichkeit zu geben, internationale Spiele zu bestreiten. Der Wettbewerb war quasi der direkte Nachfolger des 1967 letztmals ausgetragenen International Football Cup (IFC) und bestand bis 1994 aus Gruppenspielen, bei denen es stets mehrere Sieger gab. Im Jahr 1978 wurde ein einziges Mal eine Sonderveranstaltung durchgeführt. 1995 wurde der Intertoto-Cup zum UEFA Intertoto-Cup und seit diesem Zeitpunkt von der UEFA ausgerichtet. Im Zuge dessen wurden die Gruppenspiele um Finalspiele ergänzt, in denen sich die drei Siegermannschaften (1995 waren es nur zwei) für die erste Runde des UEFA-Pokals qualifizieren konnten. Der 1995 über den UI-Cup hinzugekommene Verein Girondins Bordeaux erreichte dadurch das Finale des UEFA-Pokals.
Im Jahre 1998 schließlich wurde die Gruppenphase abgeschafft. Seit dieser Zeit wurden die Sieger im Pokalmodus nach fünf Runden mit Hin- und Rückspiel ermittelt. Insgesamt nahmen pro Saison 61 Mannschaften aus dem europäischen Vereinsfußball teil, die stärkeren wurden direkt für die zweite oder dritte Runde gesetzt. Nach der fünften Runde standen drei Spitzenteams fest, welche sich für den UEFA-Pokal qualifizierten.
Am 30. November 2007 wurde die Abschaffung des UI-Cups nach der Austragung 2008 von der UEFA beschlossen. Dafür werden in der UEFA Europa League (ehem. UEFA-Pokal) mehr Startplätze für schwächere Länder geschaffen und eine weitere Qualifikationsrunde gespielt.

## Geschichte deutscher Teams im UI-Cup
Bis zur Saison 2004/05 erhielt Deutschland zwei, drei oder vier Startplätze. Die Vereine, die am Ende der Saison auf Platz sechs, sieben und acht (ggf. neun) der Tabelle der Fußball-Bundesliga landeten, waren für den UI-Cup qualifiziert. Deutsche Mannschaften stiegen aufgrund der hohen Platzierung Deutschlands in der UEFA-Fünfjahreswertung erst ab der zweiten oder dritten Runde des UI-Cup-Wettbewerbs ein. Ab der Saison 2006/07 erhielt jeder Verband nur noch einen Startplatz, für die Sieger der dritten Runde ging es in der UEFA-Cup-Qualifikation weiter.
Die deutschen Teilnehmer der letzten Jahre:
- 1995 schafften alle vier deutschen Teilnehmer den Sprung ins Achtelfinale. Dort scheiterten der 1. FC Köln an Tirol Innsbruck aus Österreich mit 1:3 und Eintracht Frankfurt an Girondins Bordeaux, Frankreich, mit 0:3. Bayer 04 Leverkusen und der Karlsruher SC kamen mit Siegen über Odense BK, Dänemark, 5:2 und FC Aarau, Schweiz, 2:1 n. V. weiter. Im Viertelfinale verabschiedete sich Leverkusen mit einem 3:5 n. E. gegen Innsbruck. Somit schaffte mit dem Karlsruher SC als letztem deutschen Vertreter, über Bursaspor, Türkei, 6:5 n. E. der Sprung ins Halbfinale, wo sie allerdings gegen Girondins Bordeaux mit 0:2 und 2:2 ausschieden.
- 1996 überstand einzig der Karlsruher SC als erster die Gruppenphase, Werder Bremen, TSV 1860 München und der VfB Stuttgart scheiterten bereits vorzeitig. Mit Halbfinal- und Finalsiegen über belgische Teams schafften die Karlsruher den Einzug in den UEFA-Pokal. Mit 3:2 und 2:0 wurde Lierse SK bezwungen und mit 0:1 und 3:1 im Finale auch Standard Lüttich. Im UEFA-Pokal scheiterte der KSC im Achtelfinale an Brøndby IF.
- 1997 starteten vier Teams im UI-Cup, von denen einzig Werder Bremen in der letztmals ausgespielten Gruppenphase scheiterte. Sowohl der Hamburger SV als auch der 1. FC Köln und MSV Duisburg zogen als Gruppensieger ins Halbfinale ein. Dort scheiterten Hamburg am SC Bastia aus Frankreich mit 0:1 und 1:1 n. V. und Köln an Montpellier HSC, ebenfalls Frankreich, ebenfalls knapp mit 2:1 und 0:1 aufgrund der Auswärtstorregel. Auch die Duisburger schieden gegen ein französisches Team aus, allerdings erst im Finale, nachdem sie ihr Halbfinale gegen Dynamo Moskau, Russland, mit 2:2 und 3:1 überstehen konnten, an AJ Auxerre mit 0:0 und 0:2.
- 1998 nahmen Werder Bremen und Hansa Rostock am UI-Cup teil. Bremen bezwang FK Inkaras Kaunas aus Litauen mit 4:1 und 1:0, SK Lommel aus Belgien mit 3:1 und 2:1, und im Halbfinale schließlich Samsunspor aus der Türkei glatt mit zweimal 3:0. Bremen setzte sich auch im Finale gegen Vojvodina Novi Sad aus Serbien mit 1:0 und 1:1 durch. Damit war die Qualifikation für den UEFA-Cup gelungen. Rostock hingegen scheiterte bereits im ersten Spiel mit 1:1 und 1:2 an Debreceni VSC aus Ungarn.
- 1999 spielten der MSV Duisburg und der Hamburger SV im UI-Cup. Duisburg bezwang in der zweiten Runde Newry City aus Nordirland mit 2:0 und 0:1, in der dritten Runde Kocaelispor aus der Türkei mit 3:0 und 0:0. Erst im Halbfinale scheiterten sie am HSC Montpellier aus Frankreich mit 1:1 und 0:3. Der HSV stieg als besser platzierte Mannschaft erst in der dritten Runde ein, siegte dank der Auswärtstorregel mit 0:1 und 3:2 gegen den FC Basel aus der Schweiz und konnte auch im Halbfinale gegen Trabzonspor, Türkei, mit 2:2 und 4:1 siegreich den Platz verlassen. Im Finale scheiterten die Hanseaten schließlich, wie auch schon Duisburg, an Montpellier mit 1:1 und 1:1, letztlich 3:0 i. E.
- 2000 meldeten sich VfL Wolfsburg und der VfB Stuttgart für den UI-Cup. Die Vereine belegten in der Saison 1999/2000 die Plätze sieben und acht in der Liga. Der VfB Stuttgart gewann und qualifizierte sich somit für den UEFA-Pokal. Der VfL Wolfsburg konnte sich nicht durchsetzen.
- 2001 waren es Werder Bremen, VfL Wolfsburg und der TSV 1860 München. Die Vereine belegten am Ende der Saison in der Meisterschaft zwar nur die Plätze sieben, neun und elf. Da sich jedoch der 1. FC Kaiserslautern (Achter) und der 1. FC Köln (Zehnter) nicht für den UI-Cup gemeldet hatten, konnten die Vereine nachrücken. Die Vereine bis Platz sechs starteten in der Champions League (Platz 1–2), Champions-League-Qualifikation (3-4) und im UEFA-Pokal (5–6).
- 2002 hatte die Bundesliga aufgrund der UEFA-Fünfjahreswertung noch einen direkten UEFA-Pokal-Platz mehr und nur zwei Vereine (Platz sieben und acht) durften in den UI-Cup. Es waren Stuttgart und Kaiserslautern. Der VfB gewann den Wettbewerb und qualifizierte sich für den UEFA-Pokal.
- 2003 stiegen Werder Bremen, der FC Schalke 04 und VfL Wolfsburg (Platz sechs bis acht) in der dritten Runde des UI-Cup-Wettbewerbs ein, weil Deutschland im Vorjahr in der UEFA-Wertung herabgestuft worden war.
- 2004 waren Borussia Dortmund (in der dritten Runde ausgeschieden), der FC Schalke 04 (einer der drei Sieger) und Hamburger SV (im Halbfinale ausgeschieden) (jeweils Einstieg in der dritten Runde des UI-Cups) und VfL Wolfsburg (Einstieg in der zweiten Runde und gleich gegen FC Thun ausgeschieden) von den Bundesliga-Plätzen sechs bis zehn der Tabelle für den UI-Cup qualifiziert. Wolfsburg kam als Zehnter in den UI-Cup, weil Hansa Rostock (Neunter) verzichtete. Die DFL hatte sich im Jahr 2004 erfolgreich auf einen durch den Verzicht des italienischen Fußballverbandes zusätzlich frei gewordenen Platz beworben und stellte deshalb vier Teilnehmer.
- 2005 nahmen Borussia Dortmund (in der dritten Runde eingestiegen und gleich ausgeschieden), Hamburger SV (ab der dritten Runde) und VfL Wolfsburg (ab der zweiten Runde) am Wettbewerb teil. Wolfsburg rückte als Tabellenneunter erneut nach, da der Sechste Bayer 04 Leverkusen bereits für den UEFA-Pokal qualifiziert war (die Pokalfinalteilnehmer FC Bayern München und FC Schalke 04 waren für die Champions League qualifiziert).
- 2006 nahm Hertha BSC teil (in der dritten Runde eingestiegen und gewonnen, damit die zweite Runde der UEFA-Cup-Qualifikation erreicht).
- 2007 qualifizierte sich der Hamburger SV (in der dritten Runde eingestiegen und gewonnen, damit die zweite Runde der UEFA-Cup-Qualifikation erreicht).
- 2008 zog der VfB Stuttgart dank Platz sechs in der Bundesliga direkt in die dritte Runde des UI-Cups ein und qualifizierte sich nach einer Auswärtsniederlage (0:1) und einem Heimsieg (3:0 n. V.) gegen Saturn Ramenskoje für die zweite Qualifikationsrunde des UEFA-Cups.

## Sieger
| Jahr | Intertoto-Cup-Sieger |
| ---- | --- |
| 1967 | FC Lugano, Feijenoord Rotterdam, OSC Lille, Lierse SK, Hannover 96, Zagłębie Sosnowiec, Polonia Bytom, IFK Göteborg, Ruch Chorzów, VSS Košice, Kjøbenhavns Boldklub, Fortuna Düsseldorf                                                                     |
| 1968 | 1. FC Nürnberg, Ajax Amsterdam, Sporting Lissabon, Feijenoord Rotterdam, Espanyol Barcelona, ADO Den Haag, FC Karl-Marx-Stadt, Hansa Rostock, TJ Slovan Bratislava CHZJD, VSS Košice, Lokomotíva Košice, Odra Opole, Eintracht Braunschweig, Legia Warschau |
| 1969 | Malmö FF, GKS Szombierki Bytom, SpVgg Fürth, Jednota Žilina, IFK Norrköping, Jednota Trenčín, BK Frem København, Wisła Krakau, Odra Opole |
| 1970 | TJ Slovan Bratislava CHZJD, Hamburger SV, Sklo Union Teplice, MVV Maastricht, VSS Košice, Eintracht Braunschweig, Slavia Prag, Olympique Marseille, Östers IF, Wisła Krakau, SV Austria Salzburg, TJ Baník Ostrava OKD, Polonia Bytom                       |
| 1971 | Hertha BSC, FKS Stal Mielec, Servette Genf, TJ TŽ Třinec, Åtvidabergs FF, Eintracht Braunschweig, SV Austria Salzburg |
| 1972 | AC Nitra, IFK Norrköping, AS Saint-Étienne, Slavia Prag, TJ Slovan Bratislava CHZJD, Eintracht Braunschweig, Hannover 96, SK VÖEST Linz |
| 1973 | Hannover 96, TJ Slovan Bratislava CHZJD, Hertha BSC, FC Zürich, ROW Rybnik, TJ Sklo Union Teplice, Feyenoord Rotterdam, Wisła Krakau, AC Nitra, Östers IF                                                                                                   |
| 1974 | FC Zürich, Hamburger SV, Malmö FF, Standard Lüttich, TJ Slovan Bratislava CHZJD, Spartak TAZ Trnava, MSV Duisburg, TJ Baník Ostrava OKD, VSS Košice, GD Fabril do Barreiro                                                                                  |
| 1975 | SSW Innsbruck, SK VÖEST Linz, Eintracht Braunschweig, Zagłębie Sosnowiec, FC Zbrojovka Brünn, ROW Rybnik, Åtvidabergs FF, 1. FC Kaiserslautern, Belenenses Lissabon, NK Čelik Zenica                                                                        |
| 1976 | BSC Young Boys, Hertha BSC, Sklo Union Teplice, TJ Baník Ostrava OKD, FC Zbrojovka Brünn, Spartak TAZ Trnava, Internacionál Bratislava, Östers IF, Djurgårdens IF, Vojvodina Novi Sad, Widzew Łódź                                                          |
| 1977 | Halmstads BK, MSV Duisburg, Internacionál Bratislava, Slawia Sofia, Slavia Prag, BK Frem København, Jednota Trenčín, TJ Slovan Bratislava CHZJD, Östers IF, Pogoń Stettin                                                                                   |
| 1978 | Bei der einmaligen Sonderveranstaltung (12 Gruppen mit jeweils 4 Mannschaften) wurde auf die Ermittlung eines Gesamtsiegers verzichtet. |
| 1978 | MSV Duisburg, Slavia Prag, Hertha BSC, Eintracht Braunschweig, Malmö FF, Lokomotíva Košice, 1. FC Tatran Prešov, Maccabi Netanja, Grazer AK |
| 1979 | Werder Bremen, Grasshopper Club Zürich, Eintracht Braunschweig, Bohemians ČKD Prag, Spartak TAZ Trnava, FC Zbrojovka Brünn, Pirin Blagoewgrad, TJ Baník Ostrava OKD                                                                                         |
| 1980 | Standard Lüttich, Bohemians ČKD Prag, Maccabi Netanja, Sparta Prag, TJ Plastika Nitra, Halmstads BK, Malmö FF, IFK Göteborg, IF Elfsborg |
| 1981 | Wiener Sport-Club, Standard Lüttich, Werder Bremen, FK Budućnost Podgorica, Aarhus GF, RWD Molenbeek, IFK Göteborg, Stuttgarter Kickers, TJ Rudá Hvězda Cheb                                                                                                |
| 1982 | Standard Lüttich, Widzew Łódź, Aarhus GF, Lyngby BK, FC Admira/Wacker, Bohemians ČKD Prag, IK Brage, Östers IF, FC Zbrojovka Brünn, IFK Göteborg |
| 1983 | FC Twente Enschede, BSC Young Boys, Pogoń Stettin, Maccabi Netanja, FK Sloboda Tuzla, Bohemians ČKD Prag, IFK Göteborg, Hammarby IF, Videoton SC, TJ Vítkovice                                                                                              |
| 1984 | Bohemians ČKD Prag, Aarhus GF, Fortuna Düsseldorf, Standard Lüttich, AIK Solna, Malmö FF, Videoton SC, Maccabi Netanja, FC Zürich, GKS Katowice |
| 1985 | Werder Bremen, FC Rot-Weiß Erfurt, IFK Göteborg, AIK Solna, BSG Wismut Aue, Sparta Prag, Górnik Zabrze, Maccabi Haifa, TJ Baník Ostrava OKD, Újpest Budapest, MTK-Vörös Meteor Sport Klub                                                                   |
| 1986 | Fortuna Düsseldorf, 1. FC Union Berlin, Malmö FF, FC Rot-Weiß Erfurt, SK Sigma Olmütz, Újpest Budapest, Brøndby IF, Lyngby BK, Lech Posen, IFK Göteborg, Slavia Prag, FC Carl Zeiss Jena                                                                    |
| 1987 | FC Carl Zeiss Jena, Pogoń Stettin, BSG Wismut Aue, Tatabányai Bányász SC, Malmö FF, AIK Solna, FK Etar Weliko Tarnowo, Brøndby IF |
| 1988 | Malmö FF, IFK Göteborg, TJ Baník Ostrava OKD, First Vienna FC 1894, BSC Young Boys, 1. FC Kaiserslautern, Ikast FS, FC Carl Zeiss Jena, Grasshopper Club Zürich, Karlsruher SC, Bayer 05 Uerdingen                                                          |
| 1989 | FC Luzern, Boldklubben 1903, FC Swarovski Tirol, Grasshopper Club Zürich, Tatabányai Bányász SC, Næstved IF, Örebro SK, Sparta Prag, TJ Baník Ostrava OKD, Örgryte IS, 1. FC Kaiserslautern                                                                 |
| 1990 | Neuchâtel Xamax, FC Swarovski Tirol, Lech Posen, ŠK Slovan Bratislava, Malmö FF, GAIS Göteborg, FC Luzern, First Vienna FC 1894, Chemnitzer FC, Bayer 05 Uerdingen, Odense BK                                                                               |
| 1991 | Neuchâtel Xamax, Lausanne-Sports, SV Austria Salzburg, FK Dukla Banská Bystrica, Boldklubben 1903, Grasshopper Club Zürich, Bayer 05 Uerdingen, DAC Dunajská Streda, FC Swarovski Tirol, Örebro SK                                                          |
| 1992 | FC Kopenhagen, Siófoki Bányász SE, Bayer 05 Uerdingen, Karlsruher SC, SK Rapid Wien, Lyngby BK, ŠK Slovan Bratislava, Aalborg BK, Slavia Prag, Lok Gorna Orjachowiza                                                                                        |
| 1993 | SK Rapid Wien, Trelleborgs FF, IFK Norrköping, Malmö FF, Slavia Prag, FC Zürich, BSC Young Boys, Dynamo Dresden |
| 1994 | Halmstads BK, BSC Young Boys, AIK Solna, Hamburger SV, Békéscsabai Előre FC, ŠK Slovan Bratislava, Grasshopper Club Zürich, FK Austria Wien |
|      | UEFA-Intertoto-Cup-Sieger |
| 1995 | Girondins Bordeaux, Racing Straßburg |
| 1996 | Karlsruher SC, EA Guingamp, Silkeborg IF |
| 1997 | AJ Auxerre, SC Bastia, Olympique Lyon |
| 1998 | FC Bologna, FC Valencia, Werder Bremen |
| 1999 | Juventus Turin, Montpellier HSC, West Ham United |
| 2000 | Celta Vigo, VfB Stuttgart, Udinese Calcio |
| 2001 | Aston Villa, Paris Saint-Germain, ES Troyes AC |
| 2002 | FC Fulham, FC Málaga, VfB Stuttgart |
| 2003 | AC Perugia Calcio, FC Schalke 04, FC Villarreal |
| 2004 | OSC Lille, FC Schalke 04, FC Villarreal |
| 2005 | Hamburger SV, RC Lens, Olympique Marseille |
| 2006 | Newcastle United, Kayserispor, AJ Auxerre, NK Maribor, Ethnikos Achnas, Grasshopper Club Zürich, Olympique Marseille, SV Ried, Hertha BSC, Odense BK, FC Twente Enschede                                                                                    |
| 2007 | Hamburger SV, Blackburn Rovers, Hammarby IF, Aalborg BK, Tobyl Qostanai, RC Lens, SK Rapid Wien, União Leiria, Sampdoria Genua, Atlético Madrid, Oțelul Galați                                                                                              |
| 2008 | Sporting Braga, Deportivo La Coruña, SSC Neapel, Grasshopper Club Zürich, VfB Stuttgart, FC Vaslui, Stade Rennes, SK Sturm Graz, Rosenborg Trondheim, Aston Villa, IF Elfsborg                                                                              |

In den Jahren 2006 bis 2008 wurde diejenige Mannschaft zum UI-Cup-Sieger erklärt, die im anschließenden UEFA-Cup-Wettbewerb am weitesten kam. Die Sieger werden deshalb fettgedruckt dargestellt und zuerst genannt.
Siege nach Ländern ab 1995
- Frankreich (12 Siege/16 Qualifikationen für den UEFA-Cup)
- Deutschland (8/10)
- Spanien (5/7)
- England, Italien (je 4/6)
- Dänemark (1/3)
- Portugal (1/2)
- Österreich (0/3)
- Schweden, Schweiz, Rumänien (je 0/2)
- Kasachstan, Niederlande, Norwegen, Slowenien, Türkei, Zypern (je 0/1)